# 340 on the Park
340 on the Park ist ein in Chicago befindlicher Wolkenkratzer. Nachdem im Jahr 2005 der Bau des Gebäudes am Nordende des Millennium Park begonnen hatte, wurden die Arbeiten 2007 beendet. Das 64 Stockwerke zählende Hochhaus ist 205 Meter hoch und bietet Platz für 325 Wohnungen. Der Bau wurde von dem Immobilienunternehmen Related Midwest in Auftrag gegeben. Das Architekturbüro Solomon Cordwell Buenz war für die Planung verantwortlich. Das komplette Gebäude ist von außen mit Glas verkleidet. Als tragender Baustoff wurde Stahlbeton verwendet.
Die Adresse des Hochhauses lautet 340 East Randolph Street, Chicago, IL.